# Kletka (teorija grafov)
Klétka je v teoriji grafov regularni graf, ki ima za svoj dani notranji obseg najmanjše možno število točk.
Formalno je (r,g)-graf določen kot graf v katerem ima vsaka točka točno r sosednjih točk, in v katerem ima najkrajši cikel dolžino točno g. Znano je, da (r,g)-graf obstaja za vsako kombinacijo r ≥ 2 in g ≥ 3. (r,g)-kletka je (r,g)-graf z najmanjšim možnim številom točk med vsemi (r,g)-grafi.
Če obstaja Mooreov graf stopnje r in notranjim obsegom g, mora biti kletka. Velja še naprej, meje velikosti Mooreovih grafov se posplošijo na kletke. Vsaka kletka z lihim notranjim obsegom g mora imeti vsaj:
{\displaystyle 1+r\sum _{i=0}^{(g-3)/2}(r-1)^{i}\!\,}
točk, in vsaka kletka s sodim notranjim obsegom g mora imeti vsaj:
{\displaystyle 2\sum _{i=0}^{(g-2)/2}(r-1)^{i}\!\,}
točk. Vsak (r,g)-graf s točno toliko točkami je po definiciji Mooreov graf in s tem tudi kletka.
Za dano kombinacijo r in g lahko obstaja več kletk. Obstajajo na primer tri neizomorfne (3,10)-kletke, vsaka s 70 točkami: Balabanova 10-kletka, Harriesov graf in Harries-Wongov graf. Obstaja pa le ena (3,11)-kletka: Balabanova 11-kletka (s 112 točkami).

## Znane kletke
Graf stopnje 1 nima cikla, notranji obseg povezanih grafov stopnje 2 je enak številu njihovih točk, tako da so zanimive le kletke za r ≥ 3. (r,3)-kletka je polni graf Kr+1 na r+1 točkah, (r,4)-kletka pa je polni dvodelni graf Kr,r na 2r točkah.
Druge pomembne kletke vsebujejo Mooreove grafe:
- (3,5)-kletka: Petersenov graf, 10 točk
- (3,6)-kletka: Heawoodov graf, 14 točk
- (3,8)-kletka: Tutte-Coxetrov graf, 30 točk
- (7,5)-kletka: Hoffman-Singletonov graf, 50 točk.

Število točk v znanih (r,g)-kletkah za vrednosti r > 2 in g > 2, so:
| g:     | 3 | 4  | 5  | 6  | 7  | 8   | 9  | 10 | 11  | 12   |
| r = 3: | 4 | 6  | 10 | 14 | 24 | 30  | 58 | 70 | 112 | 126  |
| r = 4: | 5 | 8  | 19 | 26 | 67 | 80  |    |    |     | 728  |
| r = 5: | 6 | 10 | 30 | 42 |    | 170 |    |    |     | 2730 |
| r = 6: | 7 | 12 | 40 | 62 |    | 312 |    |    |     | 7812 |
| r = 7: | 8 | 14 | 50 | 90 |    |     |    |    |     |      |